# Bylazora ceylonica
Bylazora ceylonica là một loài bướm đêm trong họ Geometridae.